# Traductions du Coran

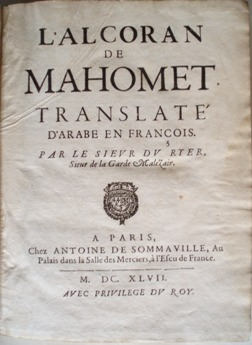
Page de titre de L'Alcoran de Mahomet, première traduction du Coran en français (André Du Ryer, 1647).

Les traductions du Coran sont des travaux visant à rendre le Coran compréhensible à des non-arabophones. Alors que le Coran est, dans sa version originale, écrit en langue arabe, des traductions existent dans de nombreuses langues africaines, asiatiques et européennes.
Les premiers travaux de traductions sont anciens, mais le sujet est particulièrement épineux,,,,, : selon la théologie islamique, le Coran est une révélation très spécifique à la langue arabe, en tant que tel il ne peut être récité qu'en langue arabe coranique. Comme les traductions dans d'autres langues sont nécessairement le fruit d'une œuvre humaine, d'après certains musulmans, elles ne possèdent plus le caractère sacré et unique de la version originale. Ces traductions changent nécessairement, et même si cela est de manière insensible, le sens, ce qui leur vaut d'être appelées « interprétations » ou traduction(s) du sens. Par exemple, Pickthall a nommé sa traduction The Meaning of the Glorious Koran plutôt que The Koran.
L’œuvre de traduction n'est pas aisée ; certains locuteurs nativement arabophones confirment que certains passages du Coran sont difficiles à appréhender même dans l'arabe original. Une part de cela est due à la difficulté même de toute traduction ; en arabe comme dans d'autres langues un simple mot peut être ambigu ou polysémique. Un élément de jugement humain est toujours nécessairement mis en jeu pour comprendre et traduire un texte. Ce facteur est rendu plus compliqué par l'évolution du sens des mots entre l'arabe classique et l'arabe moderne. Il en résulte que même des versets coraniques qui semblent parfaitement clairs aux locuteurs natifs habitués au vocabulaire et à l'usage moderne peuvent ne pas se représenter le sens original des versets.
Le sens original de passages coraniques peut aussi être dépendant des circonstances historiques de la vie du prophète Mahomet et des premières communautés, époque de son origine. Les recherches dans ce contexte peuvent nécessiter une connaissance détaillée des hadîths et de la sîra, qui constituent eux-mêmes un corpus étendu et compliqué de textes. Ceci ajoute des éléments d'incertitude qui ne peuvent être éliminés par aucune règle de traduction.

## Historique
La première traduction du Coran a pris forme avec Salman le Perse, l'un des compagnons (ṣaḥāba) du prophète Mahomet, qui a traduit la Fatiha, sourate liminaire du Coran, en langue perse au début du VIIe siècle. D'après la tradition islamique issue des hadith, le roi d'Aksoum et l'Empereur byzantin Héraclius auraient reçu des lettres de Mahomet contenant des versets du Coran[réf. nécessaire][réf. nécessaire]. À cette époque, aucun passage du Coran n'a jamais été traduit dans aucune de ces langues.
La première traduction du Coran dans une langue européenne est en grec médiéval. C'est celle utilisée par Nicétas de Byzance, éminent professeur et théologien byzantin du IXe siècle, dans sa Réfutation de la fausse Bible forgée par Mahomet l'Arabe, écrite entre 855 et 870.
Cependant, on ne sait rien, ni sur l'auteur, ni sur son objectif de traduction. Il semble très probable qu'il s'agissait d'une traduction complète,,.
La première traduction complète attestée du Coran a été réalisée entre le Xe siècle et le XIIe siècle en langue perse. Le roi samanide, Mansur Ier (961–976), ordonna à un groupe d'étude du Khorassan de traduire le Tafsir al-Tabari, de son arabe original en persan. Plus tard au XIe siècle, l'un d'eux, Khawâdjâ Abdallâh Ansârî, écrit un tafsîr (exégèse) entier du Coran en persan. Au XIIe siècle, Abu Hafs Omar al-Nasafi traduit le Coran en persan. Les manuscrits des trois livres ont survécu et ont été publiés à plusieurs reprises.
En 1936, des traductions en 102 langues étaient déjà connues.

### Latin
Robertus Ketenensis a produit la première traduction en latin du Coran en 1143. Sa version était titrée Lex Mahumet pseudoprophete (« La loi de Mahomet le faux prophète »).
Une autre traduction en latin du Coran a été réalisée par Ludovico Marracci en 1698.
Cette version en latin de Marracci a pendant quelques siècles été utilisé comme base pour les traductions dans les langues européennes.
Sa traduction et sa réfutation a duré environ quarante années. Sa traduction latine est accompagnée d'une numération des versets. Il accompagne sa traduction de notes en langues arabe et latine incluant des extraits de (Zamakhshari, Al-Suyūtī, Baidawi).

### Français
En France, au XVIIe siècle, la traduction du Coran s’est affranchie du dogme catholique[Quoi ?].
Au début du XVIIIe siècle, Antoine Galland avait réalisé des traductions de qualité qui se sont perdues avant d'être publiées.
Plus tard, au XIXe siècle, la version de Kazimirski apporte à la langue française un texte d'une fiabilité relative.
Des imperfections persistaient avec la version d'André du Ryer (1647) qui a défriché le sujet et la version de Claude-Étienne Savary (1783) à l’interprétation déiste. Chacune de ces traductions apporte une progression à la traduction précédente mais chacune se place également dans une progression européenne qui les a influencées comme la version latine du Père Marracci (1698) et la version anglaise de George Sale (1734).

### Kabyle
La traduction du Coran en langue kabyle est relativement récente. Ces trois traductions se basent sur la version en langue arabe et/ou sur une version en langue française.
- En 1998, une première traduction partielle de Kamel Naït-Zerrad est publiée par le Centre d’Études Chamito-sémitique à Milan. Il s'agit d'une traduction éditée en caractères latins.
- En 2006, une seconde traduction de Ramdane Aït Mansour est publiée à Alger aux éditions Zyriab. Il s'agit là aussi d'une traduction éditée en caractères latins avec le soutien et une subvention du Ministère algérien de la culture.
- une troisième traduction de Si Hadj Mohand Tayeb éditée en caractères arabes est publiée par les Presses du Complexe d’Édition du Livre Saint Emir Fahd, à Médine en Arabie Saoudite, avec une subvention et le soutien du Ministère algérien des affaires religieuses.

Chacun des trois traducteurs a pu être influencé dans sa traduction par son parcours particulier par rapport aux contextes politiques présents en Algérie et en France.

## Enjeux
Certains musulmans considèrent que le Coran ne s'adresse pas aux seuls arabophones, mais que son message étant à destination universelle doit être traduit dans d'autres langues. Certains musulmans voient l'expression du besoin de traduction dans « Et Nous ne t’avons envoyé que comme miséricorde pour l’Univers ». Un travail de traduction permet l'accès à ce livre aux musulmans non arabophones, d'Iran et d'Indonésie.
D'autres considèrent que cette entreprise de traduction est vaine de par leur compréhension spécifique du dogme de l'inimitabilité du Coran selon lequel, en tant que révélation divine, le Coran ne peut être imité par aucune autre œuvre littéraire, pour l'esthétique du style d'écriture et/ou pour la valeur du message qu'il porte à l'humanité.
La traduction du Coran est également utile aux chercheurs et à ceux qui souhaitent connaître l’Islam et améliorer le dialogue interconfessionnel.
La question de la traduction du Coran pose également la question du sens de chaque verset qui est susceptible de varier entre deux branches de l’Islam : la compréhension du Coran n'est pas la même entre Sunnites et Chiites, entre traditionalistes et réformistes.
Le contexte de certains territoires peut pousser à subventionner certaines traductions, notamment en langue kabyle. Les traducteurs de la langue kabyle ont vu dans la traduction la double possibilité d’affermir d'une part la religion, et d'autre part la langue kabyle.

## Usages des traductions
Il existe de nombreuses traductions du Coran, plus de 120 en français. Certaines sont davantage destinées à un public musulman, tandis que d'autres sont plus laïques.
Dans le premier groupe se trouvent les traductions du cheikh Hamza Boubakeur, troisième recteur de la Grande Mosquée de Paris de 1957 à 1982, de Salah Ed-Dine Kechrid ou de Boureima Abdou Daouda, les deux dernières étant les plus diffusées, malgré un certain antisémitisme, parmi les musulmans francophones. Celle de Muhammad Hamidullah, malgré une grande qualité, est marquée par des interprétations du traducteur qui a « tenté de minimiser le plus possible d’interpréter de manière idéalisée les passages du Coran susceptibles de nuire à la communauté islamique ou au prophète ». Cette dernière a été révisée par les autorités religieuses saoudiennes, et a été diffusée sous l'égide de la Ligue islamique mondiale (LIM). Elle fait notamment l'objet de critiques, dû à l'enlèvement des notes de bas de page et la priorité accordée au sens littéral du texte, quitte à survoler les interprétations multiples que cela peut engendrer.
Dans le second groupe, la traduction la plus diffusée est celle de l'orientaliste et islamologue française Denise Masson. « D’orientation non confessionnelle, elle a néanmoins reçu l’approbation de plusieurs autorités islamiques, dont la mosquée du Caire ». La traduction de Régis Blachère, orientaliste, islamologue et grand arabisant français du XXe siècle, est une édition critique, possédant de riches notes. Celle-ci est particulièrement fidèle à la langue arabe. « Il s'agit sans doute de la plus soucieuse d'exactitude, de celle qui s'attache le plus à la précision des termes. » Il s'agit de la traduction la plus utilisée par la recherche,.